# Бен-Ари, Михаэль
Михаэ́ль Бен-Ари́ (ивр. מיכאל בן ארי‎; род. 12 октября 1963 года, Карней-Шомрон, Израиль) — израильский политик, член кнессета 18-го созыва от фракции Ихуд Леуми («Национальное единство»). В ноябре 2012 года М. Бен-Ари вышел из «Ихуд Леуми» и вместе с Арье Эльдадом создал движение Оцма ле-Исраэль.

## Биография
Михаэль Бен-Ари родился 12 октября 1963 года в 	Кфар-Шалеме (район Тель-Авива), в семье выходцев из Афганистана и Ирана. В период с 1982 по 1986 год он проходил службу в Армии обороны Израиля. Окончил университет Бар-Илан. Обладает тремя академическими степенями
1. В области педагогики (бакалавр).
2. В области Талмуда (магистр).
3. В области археологии и изучения Эрец-Исраэль (PhD)[2].

1 июня 2009 года Михаэль Бен-Ари приехал в поселение Ицхар, чтобы поддержать поселенцев. Несмотря на депутатскую неприкосновенность он был арестован, но позже отпущен.
В 2009 году Бен-Ари был избран депутатом кнессета 18-го созыва от фракции Ихуд Леуми. Он последователь идей раввина Меира Кахане. Из-за связей с каханистским движением, которое США считают террористическим, Бен-Ари отказали в визе.
Бен-Ари известен своим нетерпимым отношением к миссионерству. 18 июля 2012 года, получив по почте книгу Нового Завета, он пригласил представителей прессы и в их присутствии порвал и выбросил книгу. Основанием для публичного уничтожения священной книги христиан Бен-Ари назвал жестокости средневековой инквизиции и убийства миллионов евреев, совершённые именем Нового Завета. Его поступок получил негативную оценку спикера Кнессета Реувена Ривлина.
Бен-Ари является основателем иешевы «Еврейская идея». Михаэль женат, имеет восемь детей, проживает в израильском поселении Карней-Шомрон.